# Songgan
Songgan là một kun, hay huyện, in central tỉnh Changan, Bắc Triều Tiên. Đơn vị này giáp Rangrim về phía đông, Wiwon về phía tây, Kanggye về phía bắc and Chonchon và Ryongrim về phía nam. Huyện này được lập năm 1952 từ các địa phương của Chonchon và Changgang, trong cuộc tổng tổ chức lại chính quyền địa phương.
Songgan nằm giữa dãy núi Nangrim ở bắc trung bộ Bắc Triều Tiên, địa hình dốc về phía sông Changja ở phía tây. Đỉnh cao nhất là Maengbusan ở dãy núi Rangrim, với độ cao 2.214 m trên mực nước biển. 92% diện tích huyện là rừng.
Tuyến đường sắt Manpo chạy dọc theo sông qua phía tây Songgan. Huyện cũng được nối với Kanggye và Pyongyang bằng đường bộ. Kinh tế địa phương chủ yếu là nông lâm nghiệp. Nông sản gồm ngô, lúa mỳ, tơ tằm, gia súc.